# Glycogenese
Glycogenese (glyco = glycogeen; genese = vorming) is het proces dat zorgt voor de vorming van glycogeen. Glucose wordt door middel van het hormoon insuline omgezet in glycogeen. Glycogeen wordt vooral opgeslagen in de lever en skeletspieren. Het omzettingsproces van glucose in glycogeen laat de bloedsuikerspiegel dalen. Op een later tijdstip wanneer de bloedsuikerspiegel onder een drempelwaarde komt, vindt het omgekeerde proces plaats (glycogenolyse).